# Episodi di Beecham House
La prima e unica stagione della serie televisiva Beecham House è stata trasmessa sul canale britannico ITV dal 23 giugno al 21 luglio 2019.
In Italia, la stagione è andata in onda in prima visione sul canale satellitare Sky Serie dal 28 luglio all'11 agosto 2021.
| nº | Titolo originale | Titolo italiano | Prima TV UK    | Prima TV Italia |
| -- | ---------------- | --------------- | -------------- | --------------- |
| 1  | Episode 1        | Episodio 1      | 23 giugno 2019 | 28 luglio 2021  |
| 2  | Episode 2        | Episodio 2      | 24 giugno 2019 | 28 luglio 2021  |
| 3  | Episode 3        | Episodio 3      | 30 giugno 2021 | 4 agosto 2021   |
| 4  | Episode 4        | Episodio 4      | 7 luglio 2021  | 4 agosto 2021   |
| 5  | Episode 5        | Episodio 5      | 14 luglio 2021 | 11 agosto 2021  |
| 6  | Episode 6        | Episodio 6      | 21 luglio 2021 | 11 agosto 2021  |

## Episodio 1
- Titolo originale: Episode 1
- Diretto da: Gurinder Chadha
- Scritto da: Gurinder Chadha e Paul Mayeda Berges

### Trama
Antefatto: tre anni prima delle vicende raccontate, John Beecham, un ex soldato della Compagnia britannica delle Indie orientali, sventa un agguato ai danni di quella che appare come una ricchissima famiglia Indiana in viaggio, ma viene colpito al petto da uno degli attentatori.
Delhi 1795, John Beecham è evidentemente sopravvissuto alla grave ferita riportata. A questo punto della sua permanenza in India egli vuole cominciare una nuova vita come imprenditore in proprio. Prende possesso di un palazzo e i domestici con loro grande sorpresa scoprono che il loro nuovo padrone è inglese e che porta con sé un infante: suo figlio August, di etnia mista. Tutti si domandano chi possa essere la mamma del piccolo e come mai Beecham non si accontenti dei nuovi domestici, ma abbia portato con sé alcuni fedeli servitori. Durante la notte alcuni sconosciuti tentano di introdursi nel giardino della villa, cosa che non era mai avvenuta con i precedenti proprietari, ma per fortuna essi vengono messi in fuga, John è molto contrariato.
Il giorno seguente un nobile indiano, Murad Beg, cugino dell'imperatrice e vicino di Beecham, lo invita ad una festa nella sua magione, dove egli conosce Margaret Osborne, un'istitutrice inglese, e tra loro vi è un'attrazione immediata.
Il fatto che John affermi di aver lasciato la Compagnia britannica delle Indie orientali convince poche persone ed egli presto si trova in conflitto con il Generale Castillon, di nazionalità francese e al servizio dell'imperatore, che è determinato a ostacolarlo nei suoi piani finanziari. Beecham si fa presentare all'imperatore dal suo vicino Murad Beg e gli chiede una licenza per poter commerciare, ma l'imperatore, consigliato da Castillon, prende tempo e gli dice che gliela concederà se troverà un dono ideale per il compleanno dell'imperatrice.
A portare ulteriore scompiglio nella vita del protagonista ci pensa sua madre, giunta in India per rivedere i figli, che sono lontani dall'Inghilterra da ben 12 anni, ella si è fatta accompagnare da Miss Violet Woodhouse che spera possa sposare John.

## Episodio 2
- Titolo originale: Episode 2
- Diretto da: Gurinder Chadha
- Scritto da: Gurinder Chadha e Paul Mayeda Berges

### Trama
Mrs Henrietta Beecham, madre di John, è una donna autoritaria che fatica ad adattarsi all'ambiente indiano. Trova assurdi i nomi dei servitori così cerca di renderli "anglosassoni", non senza destare sconcerto nel maggiordomo Baadal e nella bambinaia Chanchal. Indispettisce anche Margaret, che definisce la governante di John, mentre ella, per gentile richiesta dell'uomo, sta cercando di aiutarla ad ambientarsi. L'anziana donna, infatti, non approva chi lavora per vivere. Ella sembra approvare solo Miss Violet Woodhouse e, nonostante abbia appreso che John ha un figlio anglo-indiano e non si sappia nulla della madre, pensa ancora che la donna e suo figlio potrebbero unirsi in matrimonio. Rimprovera anche John perché non ha notizie del fratello Daniel, facente ancora parte della Compagnia britannica delle Indie orientali, così egli parte alla ricerca dell'uomo insieme a Samuel Parker, suo ex commilitone, che ha preso come socio. Mentre i due sono alla ricerca di Daniel, giunge nella magione di John una ricca, bella e autoritaria giovane donna indiana che pretende di vedere August e di prendersi cura di lui, chiamandolo con un nome indiano: "Agastia". Tutti si chiedono se la donna sia la moglie di John e madre di August, ella si pone in modo scostante e offende le donne inglesi presenti: Mrs Beecham, Miss Woodhouse e Margaret.
John riesce a riportare a casa il fratello Daniel, che ha ritrovato convalescente in un bordello, il giovane è stato momentaneamente congedato dalla compagnia delle Indie orientali. La madre Henrietta è molto contenta di essere finalmente riuscita a ricongiungersi con i due figli. Ora però John deve spiegare chi sia la ricca signora indiana: egli sostiene che Chandrika, così si chiama la donna, sia la zia di August e dice di essere vedovo. Egli subito non approva che costei sia venuta a Delhi perché potrebbe venirsi a creare una non ben precisata situazione di pericolo, ma capisce che la donna è irremovibile e chiede a tutti il massimo riserbo sulla sua presenza nella villa. Poi l'uomo rassicura Margaret, che vorrebbe tornare in Gran Bretagna, sulla sua situazione sentimentale spiegandole che August ha solo lui, le confida inoltre che non può tornare in patria e le chiede di non farlo neppure lei. Infine Daniel, dopo aver flirtato con Miss Woodhouse, ha posato gli occhi su Chanchal che è a sua volta attratta dal giovane inglese. John vuole che la sua nuova casa sia un posto sicuro per tutta la sua variegata famiglia. Mostra a Parker quello che potrebbe essere considerato un regalo ideale per l'imperatrice: degli automi.

## Episodio 3
- Titolo originale: Episode 3
- Diretto da: Gurinder Chadha
- Scritto da: Shahrukh Husain

### Trama
John e Samuel si recano presso il laboratorio di un artigiano orafo molto bravo, conosciuto da John, per cercare un automa adatto ad essere donato all'imperatrice, ne trovano uno molto elaborato ancora da terminare e commissionano che venga recapitato a Delhi entro una settimana. John lascia un suo fedele servitore sul posto affinché si assicuri che l'oggetto venga terminato e giunga in tempo per la festa dell'imperatrice. Ciò che John non sa è che Samuel trama alle sue spalle: egli si reca da Castillon e gli racconta ciò che John ha commissionato, gli chiede di far fallire la consegna affinché il primo non ottenga la licenza per commerciare. Castillon è stupito e chiede spiegazioni, Samuel gli riferisce che, come il francese vuole Beecham lontano da Delhi, così lui vuole che faccia ritorno in Inghilterra.
Nel frattempo Chandrika dice a John che è giunto per August il momento di celebrare il rito di Annaprashana con il quale il piccolo inizierà ad assumere cibi diversi dal latte, l'uomo dà il suo consenso e i servitori si apprestano a preparare tutto l'occorrente. Il fido Baadal accompagna Chanchal ad acquistare stoffe pregiate per gli abiti del bambino, ma la bambinaia ha in mente solo Daniel Beecham, che trova al bazar, e non appena Balaal si distrae i due si appartano.
La cerimonia viene celebrata benché Mrs Beecham e Violet non ne capiscano il senso e critichino ogni atto compiuto.
In seguito Violet esorta Mrs Beecham a fare del suo meglio affinché John la noti e la chieda in sposa, in cambio la ragazza procurerà all'anziana madre dell'uomo l'oppio da cui è dipendente.
Quindi Violet indossa abiti indiani per non essere notata e si reca da uno speziale per comprare dell'oppio, ma un uomo seduto in strada, dipendente dalla sostanza, la nota e l'aggredisce per rubarle la droga. Violet riesce a fuggire, ma torna a casa con indosso i segni dell'aggressione, John la vede sofferente e la prende in braccio per farla distendere. Chandrika nota la scena e si ingelosisce.
È giunto il momento per John di ricevere l'oggetto commissionato per l'imperatrice, ma, giunto in porto, scopre che l'automa è sparito e vede il suo fido servitore ormai senza vita. Beecham capisce che è opera di Castillon e si reca da lui per affrontarlo, ma non riesce a scoprire dove sia finito il prezioso dono. Allora chiede aiuto a Margaret Osborne, che da tempo si era allontanata da lui, decisa a tornare in Inghilterra. La donna non è potuta partire perché deve fare da istitutrice ad un principe, rifiutarsi di farlo l'avrebbe messa in una posizione pericolosa. Nonostante tutto Margaret decide di aiutare John e va da Castillon per scoprire se l'uomo c'entri qualcosa. Margaret non solo capisce che Castillon è coinvolto, ma scopre che l'automa si trova molto probabilmente nella magione di un nobile indiano suo amico. Poiché questo nobile dovrà presentare a Roshanara, la pupilla di Margaret, un giovane pretendente, egli si allontanerà dalla propria dimora, proprio in quel lasso di tempo John, Daniel e un fido servitore si introdurranno nella magione e riusciranno a riprendere il prezioso dono.
Il dono viene offerto all'imperatrice che mostra di apprezzarlo molto, John, quindi, soddisfatto del risultato ottenuto ringrazia Margaret per averlo aiutato, la ragazza non prova più astio per l'uomo che sembra corteggiarla. In disparte l'imperatrice e la favorita del re si chiedono con quale denaro John Beecham abbia potuto acquistare un regalo come quello.
Scende la sera e nella dimora di John Beecham non tutti stanno dormendo: Daniel e Chanchal si sono dati appuntamento per una notte d'amore, Mrs Beecham si aggira in giardino in preda a un delirio, Chandrika si introduce nella camera da letto di John, vista da Violet che stava attraversando il corridoio con una candela in mano.

## Episodio 4
- Titolo originale: Episode 4
- Diretto da: Gurinder Chadha
- Scritto da: Victor Levin

### Trama
Chandrika entra nella camera di John, ma lui afferma che ciò che sta facendo è sbagliato, lei replica dicendogli di non rinnegare quella relazione e il passato, i due si commuovono.
Successivamente John, finalmente, ottiene dall'imperatore la licenza per il commercio, gli viene assegnata durante una cerimonia ufficiale alla quale partecipano sua madre, Violet e Margaret, ma quest'ultima si allontana da essa prima che sia terminata.
Egli vorrebbe capire il motivo per cui Margaret si è allontanata, ma riceve una visita inaspettata. Il Principe Akbar si presenta sotto mentite spoglie nella sua magione, portando con sé la Stella di Agra, un diamante, appartenente da generazioni alla famiglia dell'imperatore. Il principe ha sottratto la pietra di nascosto e vuole che Beecham la rivenda affinché col denaro ricavato sia possibile costituire un esercito che si opponga a quello della Compagnia delle Indie Orientali. Beecham è consapevole che sia un'operazione molto rischiosa ma accetta l'incarico. Samuel viene messo al corrente di tutto e decide di volgere il fatto ai propri scopi. Egli infatti riferisce a Castillon una sua versione dei fatti dicendo che Beecham ha rubato la pietra preziosa grazie a delle non ben precisate connivenze all'interno del Palazzo Imperiale.
Daniel rivela a Chanchal che è stato richiamato nella Compagnia delle Indie orientali e per questo dovrà lasciarla, la ragazza si dispera perché si era illusa di essere amata dal giovane e che lui l'avrebbe sposata. Il delirio di Mrs Beecham non è passato inosservato e Daniel, che ha capito da cosa è stato causato, affronta la madre per metterla in guardia dall'uso dell'oppio, ma la donna è ormai dipendente da esso e non accetta lezioni da un figlio che giudica immorale, visto il trattamento che a riservato a Chanchal.
John va da Margaret per capire il motivo del suo allontanamento e lei gli chiede a bruciapelo perché Chandrika sia entrata nella sua camera da letto. La giovane infatti era stata informata della cosa da Violet che stava tentando nuovamente di allontanare Margaret da John. A questo punto John decide di convocare una riunione "di famiglia" e di spiegare a tutti la sua situazione. Oltre a John sono presenti Mrs Beecham, Violet, Daniel, Chandrika e Margaret. Egli racconta di aver abbandonato la Compagnia delle Indie orientali stanco dei crimini da essa commessi. Dice che successivamente ha viaggiato per l'India, apprendendo arti e mestieri. Un giorno però è incappato in un agguato volto ai danni della famiglia del Maharaja di Kalyan, egli era riuscito a uccidere gli assalitori, ma era stato ferito. La famiglia, riconoscente, lo aveva curato e ospitato nel loro palazzo, finché era guarito grazie anche alle cure amorevoli di Kamlavati, una delle due figlie del Maharaja, diventata poi sua moglie e madre di August. La donna però era stata successivamente uccisa in un agguato volto a eliminare il piccolo August in quanto successore al trono. Il Maharaja si era quindi visto costretto a mandare Beecham e il figlioletto, dato per morto e sotto mentite spoglie, lontani dalla reggia affinché il piccolo non dovesse essere ucciso. Questo è il mistero che John stava celano. Il piccolo August è il futuro Maharaja di Kalyan.

## Episodio 5
- Titolo originale: Episode 5
- Diretto da: Gurinder Chadha
- Scritto da: Victor Levin

### Trama
Chandrika sostiene che lei e John dovrebbero sposarsi per il bene di Augustus e per onorare la memoria di Kamlavati, ma secondo Beecham il dovere verso la famiglia di suo figlio non può spingersi fino a ciò: il suo cuore ora batte per Margaret e non vuole rinunciare ai suoi sentimenti. Egli però scopre che Margaret ha accettato un lavoro lontano da Delhi ed ora è in viaggio, deve cercare di raggiungerla e convincerla a tornare. Purtroppo però John non può mettersi in viaggio perché viene arrestato da Castillon e portato davanti all'imperatore: è accusato del furto del diamante chiamato la Stella di Agra. Poiché l'uomo si rifiuta di collaborare e non denuncia il suo complice che deve per forza trovarsi all'interno del palazzo reale, viene rinchiuso in carcere fra i topi, gli viene però dato l'occorrente per scrivere. Chandrika decide di tornare da suo padre, ora che la casa di John Beecham ha attirato l'attenzione delle autorità. In seguito Castillon, per convincere Beecham a confessare, fa portare il prigioniero nell'arena perché combatta contro un soldato molto forte. La lotta viene sospesa quando giunge Samuel che convince il generale francese a far cessare il combattimento. Egli ricorda a Castillon il loro accordo: Beecham dovrà presto essere liberato e inviato in Inghilterra. La discussione non passa inosservata, in quanto Daniel, sospettando che dietro l'arresto di John ci fosse Samuel, che ha anche visto acquistare un'arma, lo ha seguito e si è travestito da gendarme francese per potersi introdurre nella prigione. Daniel ha quindi avuto le conferme che cercava e raggiunge la cella di John per riferirgli che è stato il suo socio a tradirlo. L'uomo, nel frattempo, ha scritto una lettera a Margaret e la consegna a suo fratello, sperando che la donna torni a Delhi anche in forza dei sentimenti che nutre per lei. Margaret viene raggiunta da Ram Lal, fedele servitore di John mentre è ancora in viaggio e decide di tornare immediatamente indietro anche per fare tutto ciò che è in suo potere per aiutare l'uomo. Daniel le rivela i suoi sospetti su Samuel e insieme cercano fra le sue carte delle conferme: egli ha dei grossi debiti da saldare. Nel frattempo Samuel e Miss Violet si sono avvicinati, la donna spera di convolare presto a nozze con il socio di John e rivela a Margaret che l'uomo sostiene di avere molte ricchezze in Inghilterra. A questo punto Margaret e Daniel capiscono che l'uomo mente. Margaret cerca anche invano di utilizzare la sua influenza su Castillon per far liberare John, ma costui ha un'amante molto potente a palazzo e deve seguire le sue direttive, inoltre ha in odio John.
Per quanto guarda Chanchal, la ragazza scopre di essere incinta di Daniel, ma, visto il suo precedente comportamento, non vuole né vederlo né parlare con lui. La gravidanza è difficile e costei rischia di perdere il bambino, ma Badaal, che ha a cuore la ragazza, la conduce notte tempo a casa di sua madre che si prenderà cura di lei. Se il piccolo non venisse alla luce potrebbe essere un sollievo per Daniel da una parte, che non intende sposare la ragazza, nonostante John abbia cercato di farlo ragionare anche con le maniere forti, e per Badaal dall'altra, che invece vorrebbe intraprendere una relazione con lei. Le cure della madre di Badaal, che non sa che la gravidanza è frutto di una relazione adulterina, salveranno sia Chanchal, sia il suo bambino.
John si dispera per il tradimento del socio che riteneva un amico e capisce che tutto ciò che è andato storto nei loro affari è stato dovuto alle sue trame.

## Episodio 6
- Titolo originale: Episode 6
- Diretto da: Gurinder Chadha
- Scritto da: Victor Levin

### Trama
John rischia la condanna a morte, Samuel lo raggiunge in cella e gli dice che negozierà la sua scarcerazione: chiederà a Castillon di liberarlo, ma la condizione sarà quella di lasciare l'India per sempre e tornare in Inghilterra. Nel frattempo Chandrika torna a Delhi, ma questa volta in compagnia del padre Maharajah, insieme chiederanno direttamente all'imperatore la grazia per John. Margaret fa appena in tempo a svelare a Chandrika che è stato il principe Akbar a dare il diamante a John, quando i due nobili giungono al cospetto di sua maestà. Il Maharajah spiega all'imperatore che persona sia John Beecham e tutto quello che ha fatto per la sua famiglia, aggiunge che è un uomo onesto e che la sua intenzione era quella di aiutare il principe a costituire un esercito per contrastare gli eserciti stranieri invasori. L'imperatore perdona il principe Akbar perché capisce che la sua strategia sarà l'unica in grado di affrontare i nemici e abdica in favore del figlio. A questo punto John non può più essere ritenuto colpevole, ma anzi un fedele servitore dell'impero. La notizia viene comunicata a Castillon che va a liberare Beecham e gli porge le sue scuse perché ora ha capito che stanno dalla stessa parte, ma Samuel lì presente pugnala il generale francese che si accascia a terra. Egli vuole a questo punto costringere John a salpare per l'Inghilterra in quanto solo lui potrà testimoniare contro la Compagnia delle Indie, da cui Samuel è stato congedato con disonore, e permettergli di riottenere i suoi beni. John sa che sarebbe una battaglia persa perché il governo è corrotto e non andrebbe mai contro la Compagnia, inoltre non può lasciare l'India, quindi con una mossa fulminea si libera di Samuel, che riesce a fuggire, mentre richiama i soldati perché cerchino cure per Castillon. John viene riabilitato e la sua licenza di commercio sarà utile al nuovo imperatore, in quanto con essa potrà vendere la Stella di Agra. Castillon ferito, ma salvo si consola fra le braccia dell'imperatrice. Lady Violet tornerà in Inghilterra e Daniel la aiuterà a trovare marito. Tutta la famiglia di Beecham si riunisce nel suo palazzo e ora potrà sentirsi al sicuro, il maharajah cerca di convincere John a sposare Chandrika, ma egli gli spiega che a suo figlio gioverà maggiormente un matrimonio d'amore con Miss Osborne, quindi il suocero gli dà la sua benedizione. Daniel ha riportato Chanchal a Delhi, ma ancora non ha deciso il da farsi, nel frattempo è diventato il nuovo socio di John. Baadal ha proposto a Chanchal di sposarlo, ma la ragazza sa che se non sposerà Daniel, crescerà da sola il bambino, forse una femmina, che aspetta. John porta Margaret in visita al Taj Mahal, il più grande monumento dedicato all'amore, e lì la chiede in sposa. I due si abbracciano davanti al tramonto.